# Куяковиці-Гурне
Куяковиці-Гурне (пол. Kujakowice Górne, нім. Ober Kunzendorf) — село в Польщі, у гміні Ключборк Ключборського повіту Опольського воєводства.
Населення — 704 особи (2011).

## Демографія
Демографічна структура станом на 31 березня 2011 року:
|          | Загалом | Допрацездатний вік | Працездатний вік | Постпрацездатний вік |
| -------- | ------- | ------------------ | ---------------- | -------------------- |
| Чоловіки | 345     | 54                 | 246              | 45                   |
| Жінки    | 359     | 49                 | 232              | 78                   |
| Разом    | 704     | 103                | 478              | 123                  |